# 임제 (조선)
임제(林悌, 1549년 음력 11월 20일 ~ 1587년 음력 8월 11일)는 조선의 문신 겸 시인이다. 자는 자순(子順), 호는 백호(白湖)·겸재(謙齋), 본관은 나주, 허목의 외조부다. 임영(林泳)의 증조할아버지뻘이다.

## 생애
20살이 되어서 성운 밑에서 배웠다. 1577년(선조 10년)에 문과에 급제하여 여러 관직을 지냈으나, 선비들이 동인과 서인으로 나뉘어 다투는 것을 개탄하고 명산을 찾아다니면서 여생을 보냈다. 죽기 전에 조선이 중국의 속국과 같은 형태로 있는 것을 못마땅하게 생각해 아들들한테 곡을 하지 못하게 했다.

## 저서
- 《임백호집》[6]

## 참고 자료
- 허목, 《기언》 권45, 임 정랑 묘갈문